# Álex Rodríguez (cầu thủ bóng đá người Panama)
Álex Raúl Rodríguez Ledezma (sinh ngày 5 tháng 8 năm 1990) là một cầu thủ bóng đá người Panama thi đấu ở vị trí thủ môn cho San Francisco.

## Sự nghiệp câu lạc bộ
Rodríguez gia nhập San Francisco từ Sporting San Miguelito vào mùa hè năm 2015.

## Sự nghiệp quốc tế
Anh có màn ra mắt cho Panama vào tháng 1 năm 2013 trong trận giao hữu trước Guatemala và tính đến 1 tháng 8 năm 2015, có tổng cộng 2 lần ra sân, không ghi được bàn nào. Anh là thành viên không thi đấu tại Cúp Vàng CONCACAF 2013.
Vào tháng 5 năm 2018 anh có tên trong đội hình sơ loại 35 người của Panama tham dự Giải vô địch bóng đá thế giới 2018 ở Nga.